# Eljakim Badi'an
Eljakim Badi'an (hebrejsky: אליקים בדיאן, plným jménem Eljakim Gustav Badi'an, אליקים-גוסטב בדיאן, žil 12. prosinec 1925 – 13. února 2000) byl izraelský politik a poslanec Knesetu za stranu Likud.

## Biografie
Narodil se v Černovicích v tehdejším Rumunsku (dnes Ukrajina). V Rumunsku vystudoval střední školu. V roce 1949 přesídlil do Izraele. Zde získal inženýrský titul na Technionu v Haifě a titul MBA na Telavivské univerzitě.

## Politická dráha
Byl aktivní v sionistickém hnutí v Rumunsku, byl členem předsednictva svazu sionistických studentů Chašmonai a vedení hnutí Všeobecných sionistů Dor Chadaš. V letech 1947–1949 byl internován v židovském utečeneckém táboře na Kypru, kde působil jako člen vedení zastupující zájmy židovských běženců. V Izraeli působil v 60. a 70. letech jako tajemník Svazu inženýrů. Od roku 1964 byl členem vedení Liberální strany, zasedal v letech 1965–1969 a 1972–1978 v samosprávě města Haifa.
V izraelském parlamentu zasedl po volbách v roce 1977, do nichž šel za stranu Likud. Stal se členem výboru pro státní kontrolu a výboru práce a sociálních věcí. Předsedal podvýboru pro nedostatek černého dotovaného chleba a podvýboru pro boj s dopravní nehodovostí. Ve volbách v roce 1981 mandát neobhájil.